# Valle del Placer River
La valle del Placer River (Placer River Valley in inglese) è una valle della parte settentrionale della penisola di Kenai (Alaska) che termina nel braccio di mare Turnagain (Turnagain Arm).

## Dati fisici
La valle è lunga circa 20 km ed ha un orientamento sud-nord (a sud inizia nei monti Kenai e a nord termina nella baia di Turnagain). Si trova a circa 80 km da Anchorage e 125 km da Seward. La valle si trova nella parte occidentale della Foresta nazionale di Chugach (Chugach National Forest) ed è circondata dai monti Kenai (Kenai Mountains).
La valle è divisa tra due borough: a sud il borough della Penisola di Kenai e a nord il borough di Anchorage.

### I ghiacciai della valle
I principali ghiacciai della valle, tutti posizionati a nord-ovest del campo di ghiaccio Sargent (Sargent Ice Field), sono:
| Nome del ghiacciaio | Quota alle coordinate indicate (m s.l.m.) | Coordinate             | Ubicazione del ghiacciaio           |
| ------------------- | ----------------------------------------- | ---------------------- | ----------------------------------- |
| Skookum Glacier     | 309                                       | 60°43′06″N 148°52′58″W | verso la fine della valle           |
| Spencer Glacier     | 681                                       | 60°38′00″N 148°54′10″W | a un quarto dall'inizio della valle |
| Bartlett Glacier    | 682                                       | 60°37′20″N 148°58′24″W | all'inizio della valle              |
| Deadman Glacier     | 774                                       | 60°39′04″N 149°00′46″W | all'inizio della valle              |

### I monti della valle
I seguenti monti contornano la valle (tutti appartenenti al gruppo dei monti Kenai):
| Nome del monte    | Altezza (m s.l.m.) | Coordinate             | Ubicazione del monte |
| ----------------- | ------------------ | ---------------------- | -------------------- |
| Blueberry Hill    | 1.275              | 60°53′50″N 148°58′29″W | 8 km a nord          |
| Begich Peak       | 1.331              | 60°49′22″N 148°49′45″W | 9 km a est           |
| Kickstep Mountain | 1.296              | 60°45′11″N 149°05′42″W | 2 km a ovest         |
| Tincan Peak       | 1.281              | 60°44′22″N 149°05′36″W | 2 km a ovest         |
| Bench Peak        | 1.480              | 60°39′00″N 149°07′55″W | 4 km a sud-ovest     |

### I fiumi e laghi della valle
La valle è percorsa dal fiume "Placer" (Placer River) che nasce dal gruppo dei ghiacciai Spencer, Deadman e Bartlett e sfocia nella baia di Turnagain. Verso la fine del percorso il Placer riceve le acque del torrente "Skookum" (Skookum Creek). La foce del Placer è in comune con quella del torrente Portage (Portage Creek) che arriva dal lago Portage.
I laghi presenti lungo la valle sono:
- Luebner Lake (coordinate: 60°45′09″N 148°59′21″W)
- Il lago delle acque di scarico del ghiaccia Spencer (coordinate: 60°41′39″N 149°00′55″W)
- Il lago delle acque di scarico del ghiaccia Bartlett (coordinate: 60°38′21″N 149°01′57″W)

## Storia
Gran parte dei ghiacciai all'inizio del 1900 occupavano il fondovalle bloccando la percorribilità ferroviaria (i primi progetti della ferrovia sono del 1903) della valle "Placer River" da nord a sud (verso Seward). Questo problema era particolarmente gravoso per i ghiacciai Spencer e Bartlett. Solamente verso gli anni 40 del 1900 i ghiacciai si erano ritirati abbastanza da permettere la percorrenza senza problemi della valle.
Il nome della valle deriva da un nome locale ed è stato riportato nel 1906 da F.H. Moffit della United States Geological Survey.

## Accessibilità e turismo
La valle è attraversata dal "Coastal Classic", un servizio ferroviario turistico che comprende la tratta che parte da Anchorage e arriva al porto di Seward. A metà valle è prevista una fermata a scopo turistico nei pressi del ghiacciaio Spencer.

## Alcune immagini della valle

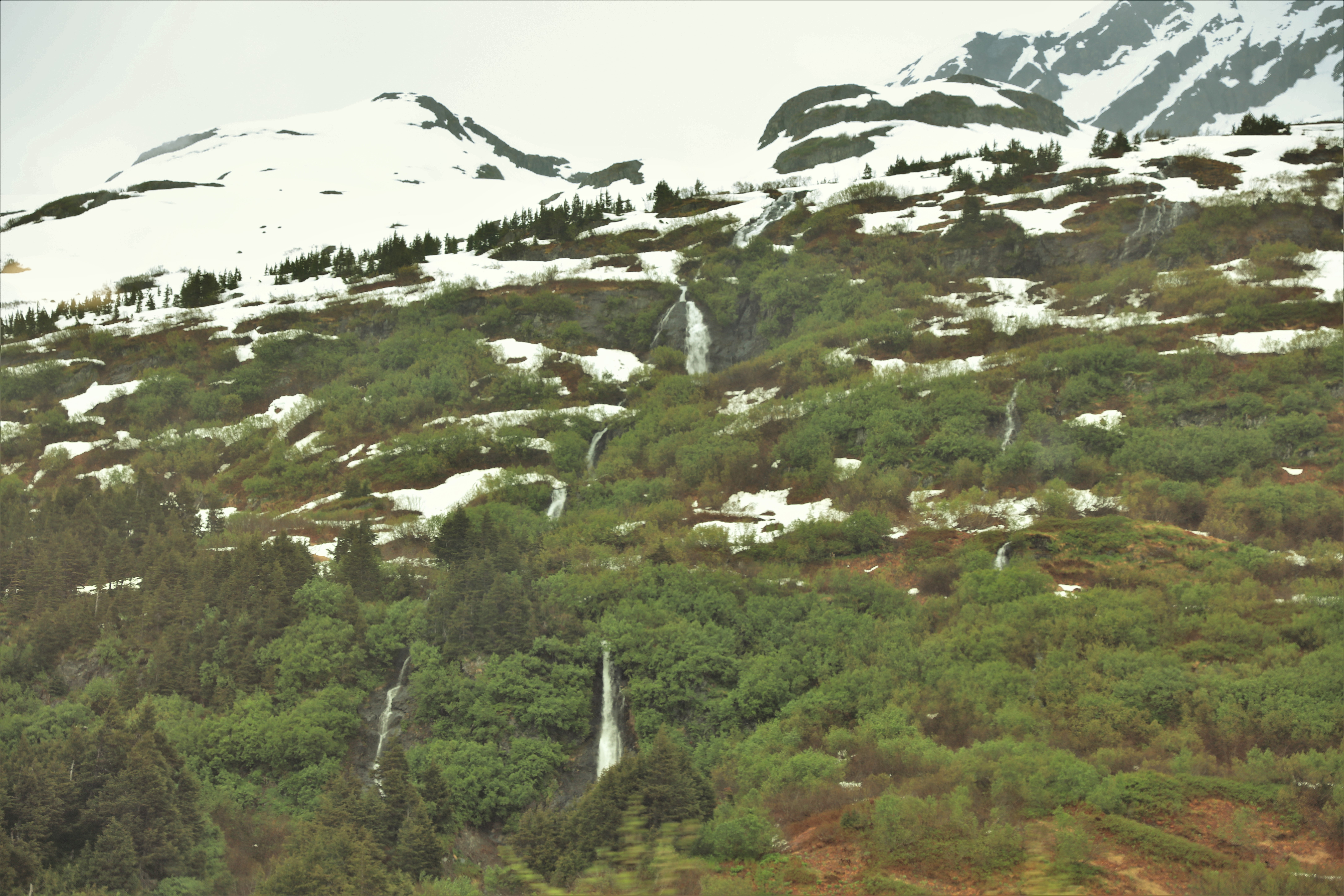
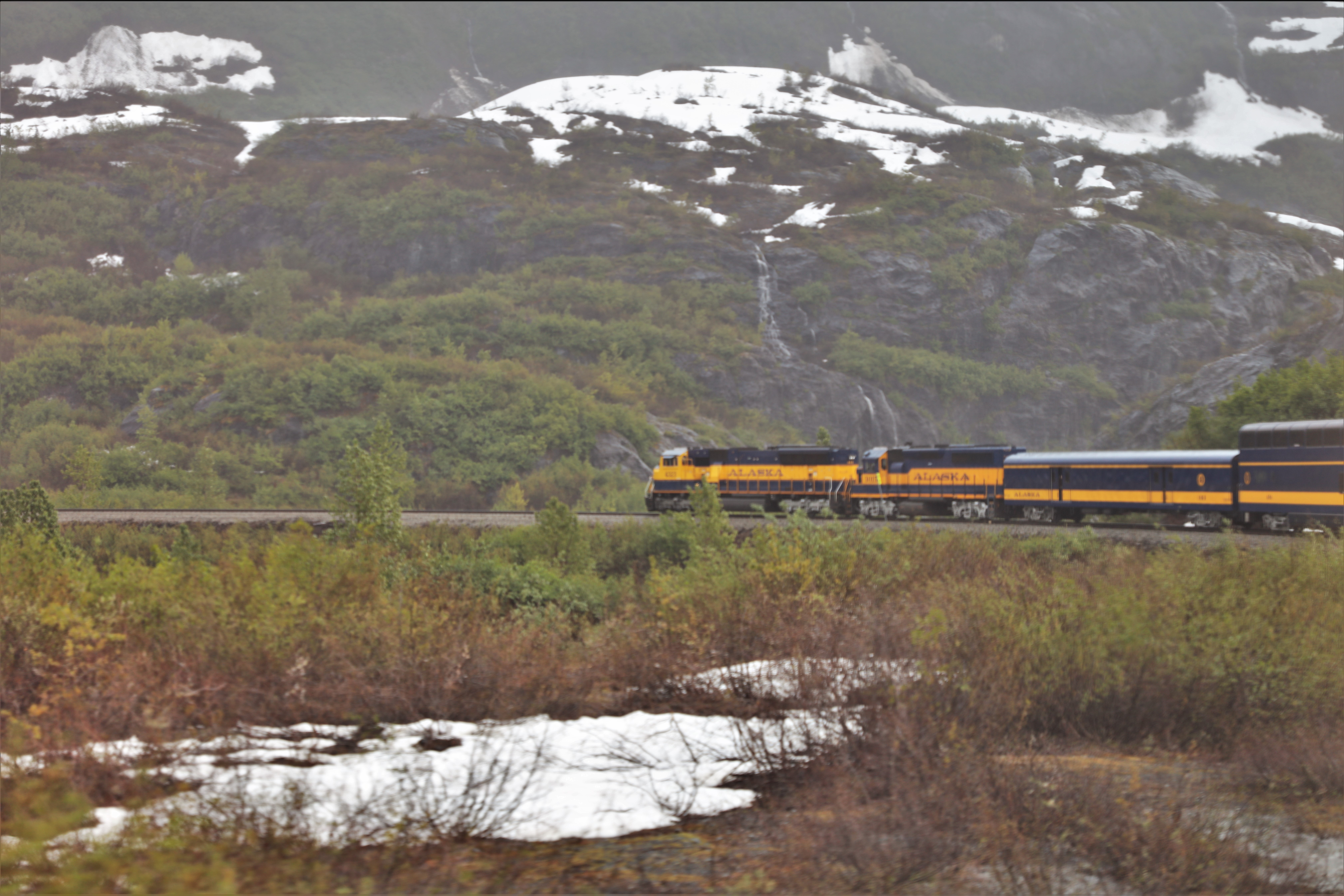
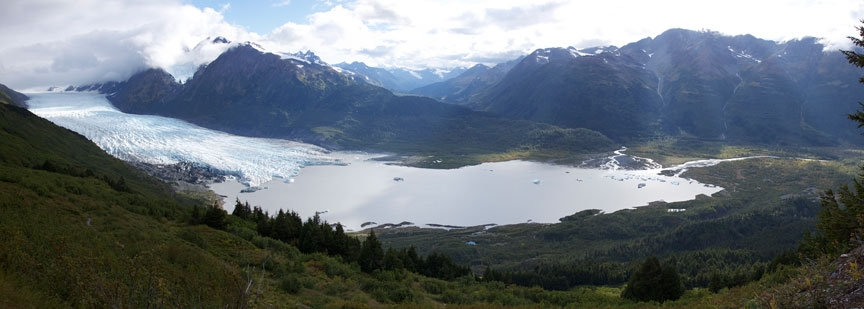
Il ghiacciaio Spencer